# Nauplios
Nauplios – władca Eubei, ojciec Palamedesa.
Pomścił śmierć syna sprawiając, że część greckich statków powracających z wojny trojańskiej rozbiła się o skaliste wybrzeża. W trakcie oblężenia Troi namawiał żony wojowników do zdrady. Jego namowom uległa m.in. Klitajmestra zdradzając Agamemnona z Ajgistosem. Tylko wierna Penelopa nie dała się namówić Naupliosowi do zdrady.